# تومو كاتو
تومو كاتو (加藤 與惠) (27 مايو 1978 في طوكيو في اليابان – )؛ هي لاعبة كرة قدم كانت تلعب كلاعب وسط. ولعبت مع منتخب اليابان لكرة القدم للسيدات.

## وصلات خارجية
- تومو كاتو على موقع الاتحاد الدولي (مؤرشف)  (الإنجليزية)
- تومو كاتو على موقع الاتحاد الدولي (مؤرشف)  (الإنجليزية)
- تومو كاتو على موقع قاعدة بيانات كرة القدم.إي يو (الإنجليزية)
- تومو كاتو على موقع Soccerway.com (الإنجليزية)
- تومو كاتو على موقع عالم كرة القدم.نت (الإنجليزية)
- تومو كاتو على موقع اللجنة الأولمبية الدولية (الإنجليزية)
- تومو كاتو على موقع أوليمبيديا (الإنجليزية)